# Sydney Wooderson
Sydney Charles Wooderson (né le 30 août 1914 à Camberwell - mort le 21 décembre 2006 à Wareham) est un athlète britannique spécialiste des courses de fond et de demi-fond.

## Biographie
Entraîné par son compatriote Albert Hill, double champion olympique aux Jeux olympiques de 1920, Sydney Wooderson se révèle en 1934 en remportant la médaille d'argent de l'épreuve du Mile lors des Jeux de l'Empire britannique de Londres. Blessé lors des Jeux olympiques de 1936, il est éliminé en demi-finale du 1 500 mètres.
En 1937, Sydney Wooderson établit le nouveau record du monde du Mile en 4 min 06 s 4. L'année suivante, à Mostpur Park, il bat le record du monde du 800 mètres en 1 min 48 s 4, améliorant de deux dixièmes de seconde le temps de l'Américain Elroy Robinson réalisé l'année précédente.
Il remporte la médaille d'or du 5 000 mètres lors des Championnats d'Europe de 1938, puis s'adjuge le titre du 1 500 mètres lors des Championnats d'Europe de 1946.

## Palmarès
| Année | Compétition                  | Lieu    | Place | Épreuve |
| ----- | ---------------------------- | ------- | ----- | ------- |
| 1934  | Jeux de l'Empire britannique | Londres | 2e    | Mile    |
| 1938  | Championnat d'Europe         | Paris   | 1er   | 5 000 m |
| 1946  | Championnat d'Europe         | Oslo    | 1er   | 1 500 m |